# Ruprechtia obidensis
Ruprechtia obidensis là một loài thực vật có hoa trong họ Rau răm. Loài này được Huber miêu tả khoa học đầu tiên năm 1909.